# Analapatsy
Analamary is een plaats en commune in het zuiden van Madagaskar, behorend tot het district Tôlanaro, dat gelegen is in de regio Anosy. Tijdens een volkstelling in 2001 telde de plaats ongeveer 20.000 inwoners.
De plaats biedt enkel lager onderwijs aan. 80% van de bevolking werkt als visser. 10% is landbouwer en 5% houdt zich bezig met veeteelt. Met name worden er bonen verbouwd, maar er komen ook pinda's, mais, cassave voor. 5% van de bevolking is werkzaam in de dienstensector.